# Момчило Вујисић
Момчило Вујисић (Колашин, 30. април 1923) био је српски сликар из Црне Горе.

## Биографија
Момчило Вујисић се борио међу устаницима од 1941. У току рата био је борац и руководилац у партизанским јединицама. Рат је завршио као комесар батаљона и пензионисан у чину пуковника ЈНА. Носилац је Партизанске споменице 1941.
Ликовну уметност је специјализирао у Паризу као стипендиста Савета за културу Социјалистичке Републике Србије. Био је ожењен са Београђанком Хеленом Карстинг (1928 — 1994), са којом је имао сина и кћер.

## Ликовно стваралаштво
Као сликар, од 1959. године учествује на изложбама УЛУЦГ, а од 1962. и УЛУС-а.
На својим сликама, најчешће документарног карактера, пластичност и живост композиције постиже валеријанском градацијом једне боје и израженом текстуром (Мотив са Калемегдана, 1981).

## Самосталне изложбе
- Београд (два пута),
- Титоград,
- Колашин,
- Бијело Поље,
- Пљевља,
- Загреб,
- Ниш,
- Скопље,
- Нови Сад,
- Праг,
- Москва,
- Будимпешта,
- Фиренца.

## Колективне изложбе
- Октобарски салон, Београд (1968, 1969, 1972);
- Октобарски салон, Ниш (1968);
- „НОБ у делима ликовних уметника Југославије” (1962, 1966, 1975).

## Награде за уметнички рад
- Специјална награда Колашина (1974);
- Златна плакета Пуле (1976);
- Плакета СУБНОР-а за рад на тему из НОБ-а (1985).

## Ратно ордење
- Орден братства и јединства I реда,
- Орден братства и јединства II реда,
- Орден заслуга за народ I реда,
- Орден заслуга за народ II реда,
- Два Ордена за храброст,
- Медаља за храбост,
- Партизанска звезда за командовање,
- Орден за војне заслуге,
- Јубиларни орден ЈНА
- Орден отачественог фронта Бугарске,
- Руски орден за борбу против фашизма,
- Орден Пољски крст,
- Албанска звезда.